# قرار مجلس الأمن التابع للأمم المتحدة رقم 848
قرار مجلس الأمن التابع للأمم المتحدة رقم 848، الذي اتخذ دون تصويت في 8 تموز / يوليو 1993، بعد دراسة طلب إمارة أندورا للانضمام إلى عضوية الأمم المتحدة، أوصى المجلس الجمعية العامة بقبول أندورا.

## روابط خارجية
- نص القرار في undocs.org